# Prachtschmetterlingsagame
Die Prachtschmetterlingsagame (Leiolepis belliana) ist eine Echsenart aus der Familie der Agamen, die im festländischen Südostasien in Teilen von Myanmar, Thailand, Laos, Kambodscha und Vietnam, auf der Malaiischen Halbinsel und der indonesischen Insel Bangka vorkommt.

## Merkmale
Männliche Prachtschmetterlingsagamen erreichen eine Kopf-Rumpf-Länge von 103 bis 156 Zentimeter und haben einen bis zu 33,7 Zentimeter langen Schwanz. Weibchen sind mit einer Kopf-Rumpf-Länge von 107 bis 145 Zentimeter und einem maximal 28 Zentimeter langen Schwanz in der regel etwas kleiner. Der Rücken und die Kopfoberseite der Tiere sind hellbraun. Drei aus rundlichen, häufig verschmolzenen gelben, dunkel begrenzten Flecken bestehende Längsstreifen erstrecken sich zwischen Nacken und Schwanzbasis. Dazwischen liegen ein bis zwei Längsreihen aus gelben kleinen Flecken. Die Körperseiten sind abwechselnd gelb/schwarz gebändert. Die Vorderbeine sind mit gelben Querbinden und Flecken gemustert, Hinterbeine und Schwanz sind hellgelb gefleckt. Die Kopfseiten sind gelb-blau gemustert.

## Lebensweise
Prachtschmetterlingsagamen kommen vor allem in flachen Sandgebieten, an Stränden und Flussufern vor. Sie leben in zwischen den Wurzeln von Bäumen und Sträuchern angelegten Wohnhöhlen, die bis zu 75 Zentimeter tief sein können und über mehrere Ausgänge verfügen und entfernen sich selten weiter als 20 Meter von ihren Wohnhöhlen. Prachtschmetterlingsagamen ernährt sich vor allem von Insekten und anderen Gliederfüßern. Sie schnappen zwar nach Blättern und Blüten aber nicht um diese zu fressen, sondern um darauf sitzende Insekten zu fangen. An Stränden fressen sie wahrscheinlich auch kleine Krabben. Die Art ist eierlegend, wobei ein Gelege aus 3 bis 8 Eiern besteht.

## Systematik
Die Prachtschmetterlingsagame wurde 1827 durch die britischen Zoologen John Edward Gray und Thomas Hardwicke unter der Bezeichnung Uromastyx belliana erstmals wissenschaftlich beschrieben und nach dem britischen Arzt und Zoologen Thomas Bell benannt. Heute gehört sie zur Gattung der Schmetterlingsagamen (Leiolepis), die 1829 durch den Georges Cuvier eingeführt wurde.

## Gefährdung
Die IUCN stuft diese Art aufgrund ihrer weiten Verbreitung und da sie auch in vielen Schutzgebieten vorkommt, als ungefährdet (Least Concern) ein.